# Termini (stacja metra)
Termini – stacja metra rzymskiego, na której krzyżują się dwie linii metra A i linii B. Stacja znajduje się pod największą stacją kolejową Rzymu Termini. Jest największym miejscem przesiadkowym w Rzymie. Stacja linii B została otwarta w 1955, a na linii A w 1980.